# Nichtstandardanalysis
Nichtstandardanalysis ist ein Gebiet der Mathematik, das sich mit nichtarchimedisch geordneten Körpern beschäftigt. Der wichtigste Unterschied zur normalen Analysis besteht darin, dass in der Nichtstandardanalysis auch unendlich große (infinite) und unendlich kleine (infinitesimale) Zahlen vorkommen, die zusammen mit den reellen Zahlen die hyperreellen Zahlen bilden.

## Modelltheoretischer Zugang
Neben den in der Standardanalysis üblichen reellen Zahlen werden so genannte hyperreelle Zahlen verwendet. Die hyperreellen Zahlen bilden einen geordneten Erweiterungskörper der reellen Zahlen und können damit nicht das archimedische Axiom erfüllen. Eine Verletzung dieses Axioms findet hier zum Beispiel durch die so genannten Infinitesimalzahlen statt, also Zahlen, die näher bei Null liegen als jede von 0 verschiedene reelle Zahl.
Das erste Modell einer Nichtstandardanalysis wurde in den 1960er Jahren von Abraham Robinson entwickelt. Er verwendete es, um einen Satz aus der Funktionalanalysis zu zeigen, der besagt, dass jeder polynomial kompakte Operator in einem Hilbertraum einen invarianten Unterraum besitzt. Allerdings verlangt die Konstruktion des Modells die Verwendung eines freien Ultrafilters über {\displaystyle \mathbb {N} }. Dessen Existenz kann zwar mit Hilfe des Auswahlaxioms bewiesen werden, jedoch kann kein solcher Ultrafilter konkret angeben werden.
Unabhängig von Abraham Robinson entwickelten Detlef Laugwitz und Curt Schmieden ab 1958 einen eigenen Zugang zur Nichtstandardanalysis über Körpererweiterungen.
In der Nichtstandardanalysis können die in der Analysis üblichen Begriffe wie Ableitung oder Integral ohne Grenzwerte definiert werden. In dieser Hinsicht ist die Nichtstandardanalysis näher bei den Ideen der Begründer der Infinitesimalrechnung, Newton und Leibniz. Die Verwendung von „unendlich kleinen Größen“ in der Nichtstandardanalysis ist jedoch, anders als bei Newton und Leibniz, logisch einwandfrei und ohne bekannte Widersprüche. Es gibt ferner Anwendungen der Nichtstandardanalysis in der Stochastik und der Topologie.

## Axiomatische Zugänge
Neben dem modelltheoretischen Zugang existieren noch verschiedene axiomatische Zugänge, die sich untereinander stark unterscheiden.
Anmerkung: Die vorhandene Literatur ist fast ausschließlich in englischer Sprache, zudem werden die Theorien gewöhnlich mit ihren Abkürzungen bezeichnet. Daher haben sich bisher teilweise keine deutschen Fachbegriffe durchgesetzt.

### Hrbacek’sche Mengenlehre
In der HST (Hrbacek Set Theory) von Karel Hrbáček wird die modelltheoretische Vorstellung fast exakt übernommen. Dazu führt man drei Klassen von Objekten ein, die der wohlfundierten Mengen, die der internen Mengen und die der Standardmengen. Die Klassen {\displaystyle WF}, {\displaystyle I} und {\displaystyle S} folgen dabei unterschiedlichen Axiomen, z. B. gilt das Auswahlaxiom nur innerhalb dieser Mengen, nicht aber für Mengen, die in keiner dieser Klassen enthalten sind (externe Mengen).
Die Abbildung {\displaystyle \ast }, die im modelltheoretischen Zugang das ursprüngliche mit dem erweiterten Universum verbindet, ist hier ein Strukturisomorphismus {\displaystyle WF\rightarrow S}, also eine Abbildung, die Objekte so verbindet, dass logische Aussagen erhalten bleiben. Beispielsweise ist {\displaystyle \mathbb {R} \in WF} ein vollständiger, archimedisch geordneter Körper, also ist auch {\displaystyle {}^{\ast }\mathbb {R} \in S} ein vollständiger (bezüglich Hyperfolgen {\displaystyle {}^{\ast }\mathbb {N} \rightarrow {}^{\ast }\mathbb {R} }), archimedisch geordneter (bezüglich hypernatürlichen Zahlen {\displaystyle {}^{\ast }\mathbb {N} }) Körper.
Die Menge der hypernatürlichen Zahlen {\displaystyle {}^{\ast }\mathbb {N} } besteht dabei aus den natürlichen Zahlen, sowie aus unendlich großen ganzen Zahlen.
Mit diesem Hintergrund kann man die Mathematik wie üblich aus der Mengenlehre aufbauen, erhält dabei aber ganz automatisch das erweiterte Universum.

### Internal Set Theories
Diese Theorien beschränken die Betrachtungen auf das erweiterte Universum (der internen Mengen), indem innerhalb der „üblichen Mathematik“ Standardobjekte ausgezeichnet werden. Wie sich diese Standardobjekte verhalten, wird durch Axiome festgelegt. Weit verbreitet ist etwa das Transferaxiom: Wenn eine Aussage in der Sprache der klassischen Mathematik für alle Standardobjekte zutrifft, dann trifft sie auch für alle Objekte zu.
Die Entsprechung im modelltheoretischen Zugang wäre: Wenn eine Aussage im ursprünglichen Universum zutrifft, dann trifft sie auch im (strukturisomorphen) erweiterten Universum zu.
Die bekannteste Theorie interner Mengen ist die Interne Mengenlehre von Edward Nelson. Sie ist aber nicht mit der Theorie von Hrbáček vereinbar, denn in IST existiert eine Menge, die alle Standardobjekte enthält. Allerdings muss {\displaystyle S} in HST (siehe oben) eine echte Klasse sein.
Daher werden auch schwächere Theorien betrachtet (Bounded Set Theory, Basic Internal Set Theory und – in der Fachwelt wenig beachtet – die überarbeitete Version von Nelsons IST), die ebenfalls unter dem Sammelbegriff „Theorien interner Mengen“ („internal set theories“) zusammengefasst werden.

## Beispiel: Definition der Stetigkeit
Die Stetigkeit einer reellen Funktion {\displaystyle f} in einem Punkt {\displaystyle x_{0}} kann in der Standardanalysis so definiert werden:
{\displaystyle \forall \varepsilon >0\;\exists \delta >0\;\forall x\in \mathbb {R} \colon \left|x-x_{0}\right|<\delta \Rightarrow \left|f(x)-f(x_{0})\right|<\varepsilon }
In der Nichtstandardanalysis kann man sie so definieren: Ist {\displaystyle f} eine Funktion und {\displaystyle x_{0}} ein Standardpunkt, dann ist {\displaystyle f} in {\displaystyle x_{0}} genau dann S-stetig, wenn
{\displaystyle \forall x\in {}^{*}\mathbb {R} \colon x\approx x_{0}\Rightarrow f(x)\approx f(x_{0})},
wobei {\displaystyle {}^{*}\mathbb {R} } der in der Nichtstandardanalysis erzeugte Erweiterungskörper von {\displaystyle \mathbb {R} } ist und {\displaystyle x\approx y} bedeutet, dass die (Nichtstandard-)Zahlen {\displaystyle x} und {\displaystyle y} einen infinitesimalen Abstand haben.
Diese beiden Definitionen beschreiben allerdings unterschiedliche Konzepte: Es lassen sich Beispiele für Nichtstandardfunktionen angeben, die (nach der Epsilon-Delta-Definition) unstetig sind, z. B. i-kleine Sprünge aufweisen, aber (nach der Infinitesimaldefinition) S-stetig sind, oder umgekehrt, z. B. wenn ein Abschnitt der Funktion eine i-große Steigung aufweist. Nur für Standardfunktionen sind beide Stetigkeitsbegriffe äquivalent.